# Cole Sprouse
Pour les articles homonymes, voir Dylan Sprouse et Sprouse.
Cole Mitchell Sprouse, né le 4 août 1992 à Arezzo en Italie, est un acteur et photographe américain. Il se fait connaître avec son frère jumeau Dylan, pour ses rôles dans le film Big Daddy ainsi que dans les séries télévisées La Vie de palace de Zack et Cody et La Vie de croisière de Zack et Cody
De 2017 à 2023, il incarne Jughead Jones dans la série télévisée Riverdale.

## Biographie

### Jeunesse
Cole Mitchell Sprouse naît à Arezzo, en Italie, de parents américains Matthew Sprouse et Melanie Wright, qui à l’époque enseignaient l'anglais dans une école en Toscane. Il naît 15 minutes après son frère jumeau Dylan et, d'après l'acteur lui-même, il est nommé Cole en référence à l'Ouest Américain dont son père aimait les noms (et non pas en hommage à Nat King Cole).
Il reviendra vivre aux États-Unis quatre mois après sa naissance. Il grandit dans la ville natale de ses parents, Long Beach, en Californie. Ses parents divorcent en 1997.

### Enfant star

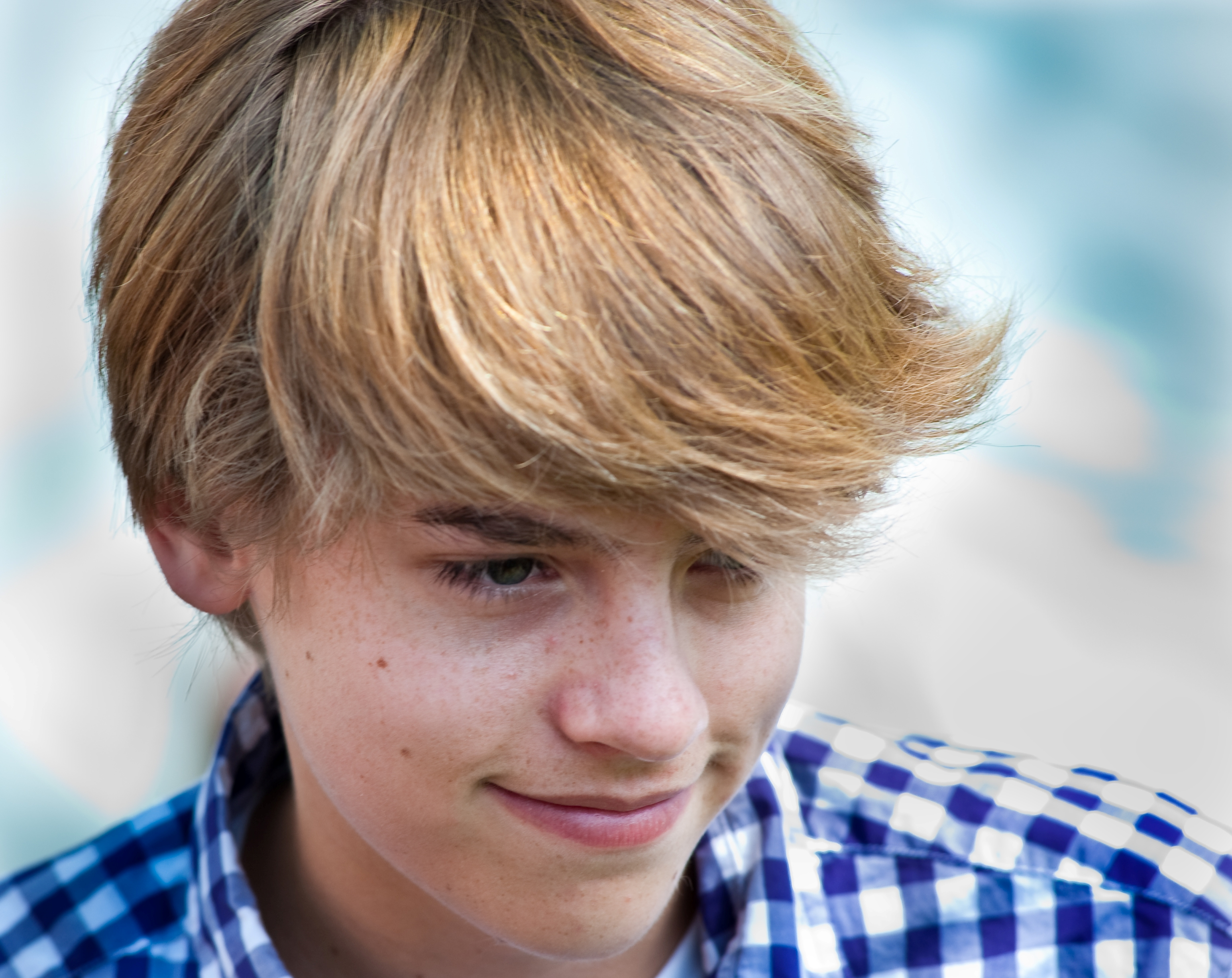
Cole Sprouse en 2010.

À l'âge de huit mois, Cole et son frère jumeau Dylan Sprouse commencent à jouer après une suggestion de leur grand-mère Jonine Booth Wright qui était professeur de théâtre. Les débuts de leur carrière sont rythmés par des apparitions dans des publicités, des téléfilms dans des rôles de bébés ou d'enfants. En raison des lois du travail des enfants en Californie limitant le temps de tournage des enfants dans une journée, pouvoir partager un rôle avec son frère jumeau permettait de gagner du temps sur une production.

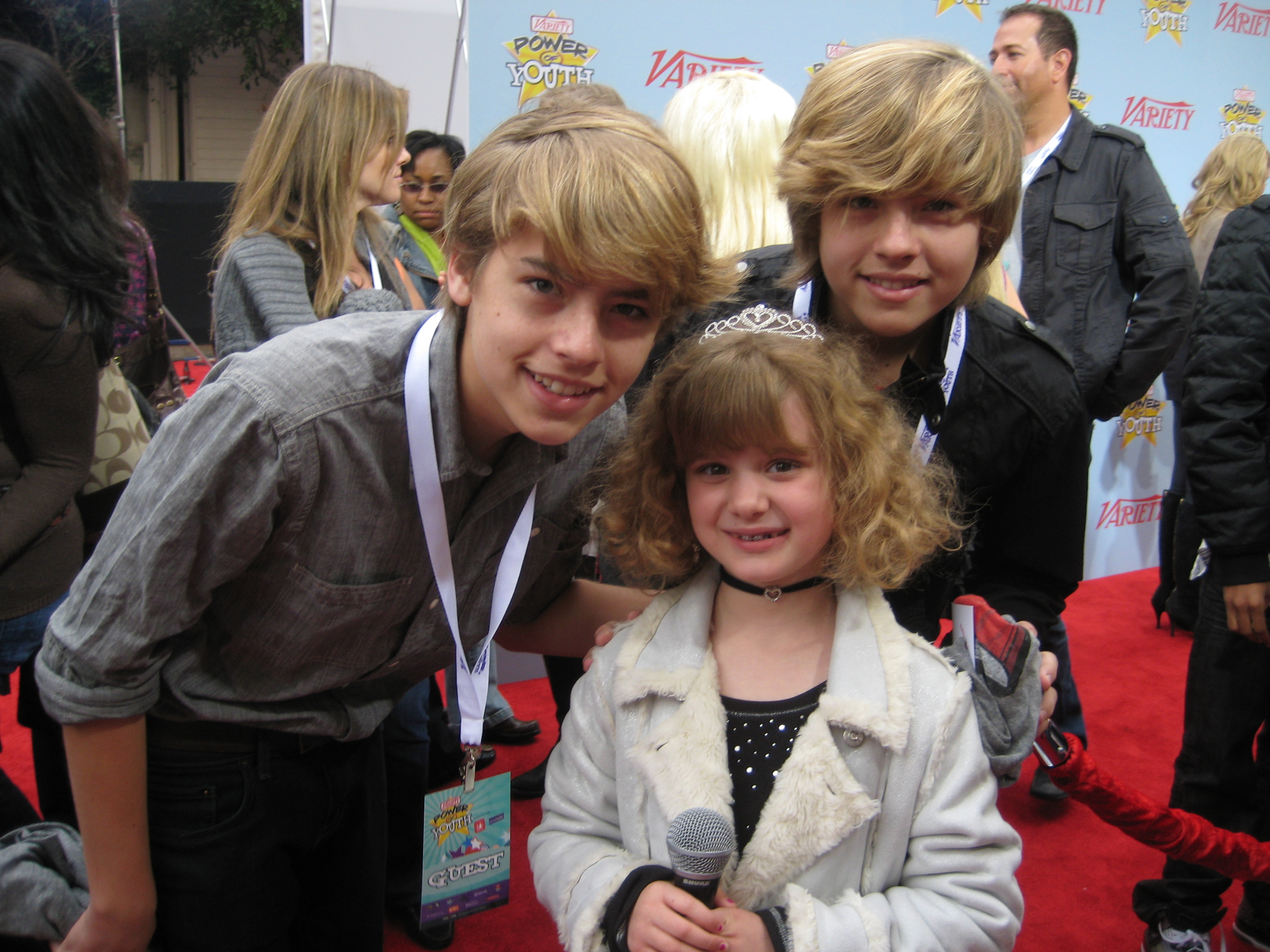
Dylan et Cole Sprouse avec Piper Reese en 2009.

Avec son frère, il a joué le personnage de Patrick Kelly dans la sitcom Une maman formidable (Grace Under Fire) de 1993 à 1998, puis celui de Julian dans le film Big Daddy en 1999, ainsi que le jeune Pistachio Disguisey dans The Master of Disguise en 2002.
Il interprète également Ben, le fils de Ross Geller, dans les épisodes de la sitcom Friends de 2000 à 2001.
En 2005, il obtient le rôle de Cody Martin dans la série originale de Disney Channel, La Vie de palace de Zack et Cody aux côtés de son frère qui incarne Zack Martin. Il reprend son rôle dans le spin-off de la série en 2008, La Vie de croisière de Zack et Cody, ainsi que dans le téléfilm Zack et Cody, le film paru en 2011.

### Études
À partir de 2011, il étudie à l'université de New York. Même s'il est intéressé par le cinéma et la télévision, il s'inscrit à la Gallatin School of Individualized Study où il étudie les sciences humaines et l’archéologie jusqu'au diplôme qu'il obtient en 2015 en même temps que son frère.
Il participera brièvement à des fouilles, mais se spécialisera essentiellement dans les systèmes d'informations géographiques,, et dans l'imagerie satellite.

### Retour à une carrière d'acteur

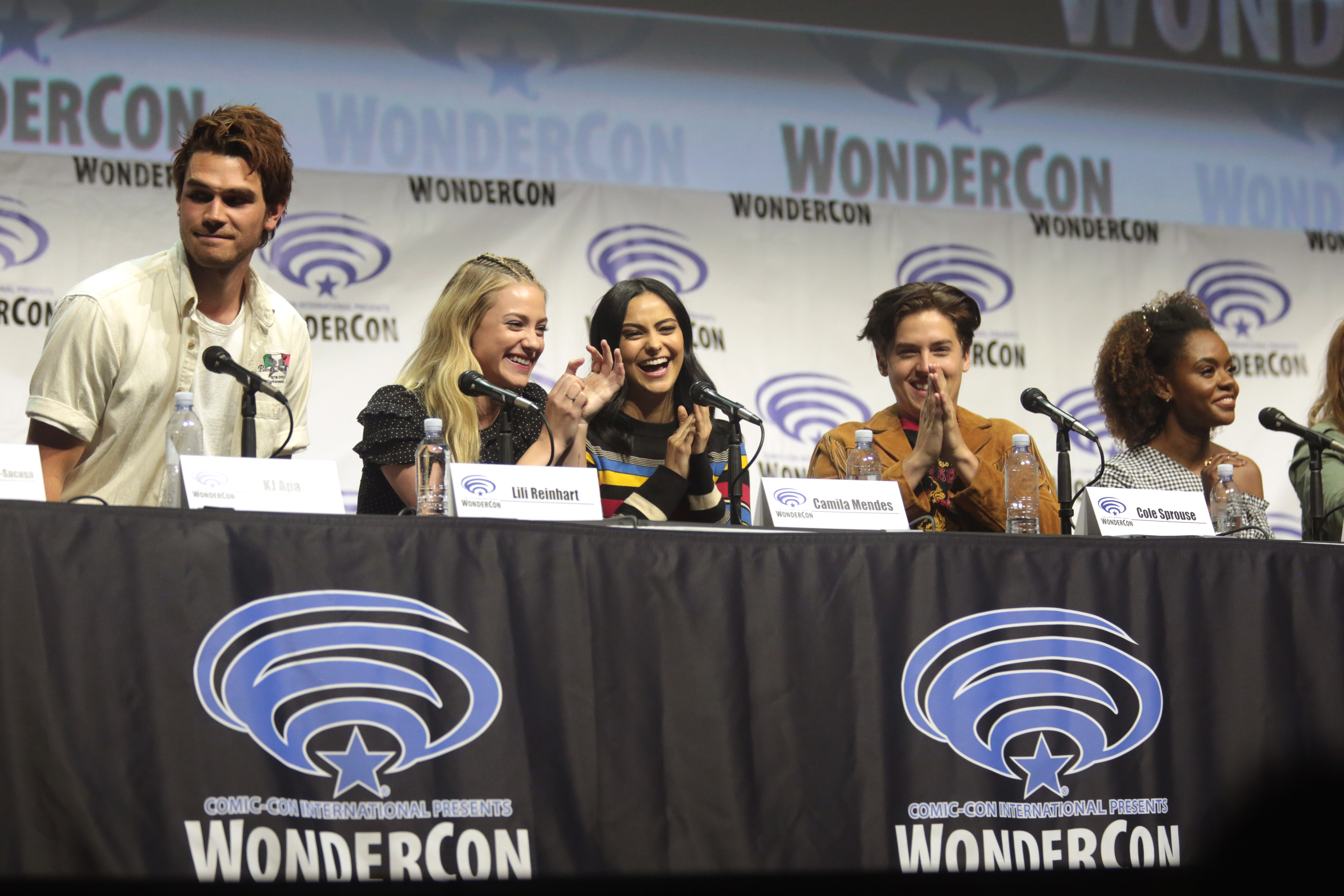
KJ Apa, Lili Reinhart, Camila Mendes, Cole Sprouse et Ashleigh Murray au Comic-Con en 2018.

Le 9 février 2016, il intègre la distribution de la série Riverdale en obtenant le rôle de Jughead Jones. L’acteur avait tout d'abord auditionné pour tenir le rôle d’Archie. La série est basée à partir des comics d'Archie Comics, elle est diffusée du 26 janvier 2017 à août 2023 sur le réseau The CW et aussi sur Netflix,.
En janvier 2018, il rejoint la distribution principale avec Haley Lu Richardson dans le film dramatique À deux mètres de toi, réalisé par Justin Baldoni. Le film sort le 15 mars 2019 aux États-Unis,.
En mai 2019, il rejoint la distribution du film Silk Road réalisé et écrit par Tiller Russell avec Nick Robinson, Jason Clarke et Alexandra Shipp,.

### Vie privée

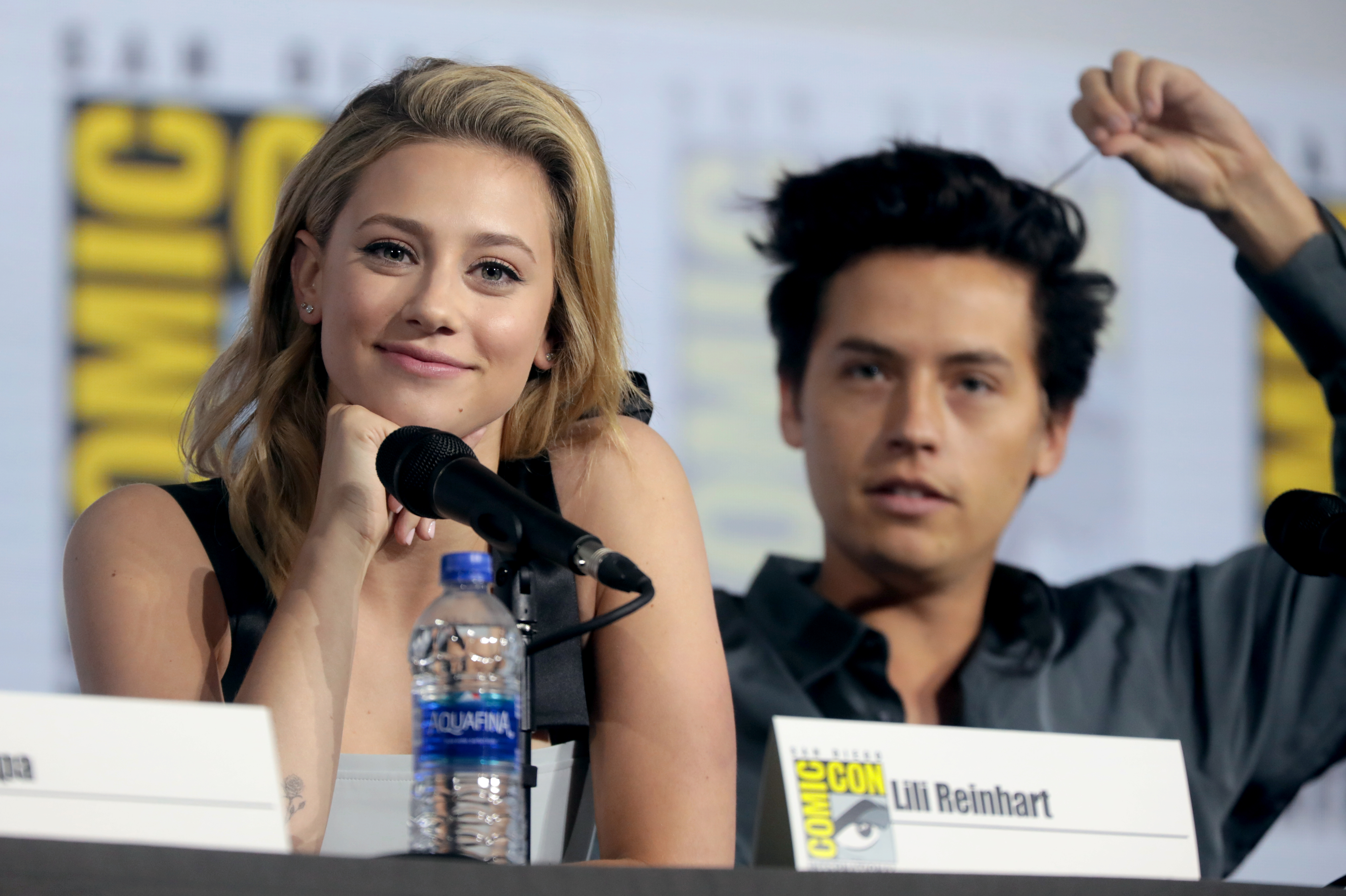
Lili Reinhart et Cole Sprouse en 2019.

Il est passionné par la photographie et a pu faire des photos de Sam Smith, Saffron Vadher, Lili Reinhart, Rain Dove, ou même Kendall Jenner, qu'il a photographiée pour le magazine Sunday Times Style.
Il confie en 2017 au Sunday Times Style : « Je suis bien plus à l'aise derrière la caméra. Je n'ai pas la même passion pour la photographie que j'ai pour la comédie. Quand la photographie prendra un rôle plus important dans ma vie, je pourrais bien ne plus jamais redevenir acteur ».
Il possède un site de photographie créé en 2011 sur lequel on retrouve des portraits, des paysages, des natures mortes et même des autoportraits. Cole est aussi fan de bande dessinées.
Cole Sprouse a participé à plusieurs manifestations contre le racisme à Los Angeles les 3 (en compagnie d'autres acteurs de Riverdale) et 7 juin 2020. Il indique également le 2 juin avoir été arrêté par la police.

#### Vie sentimentale
De 2017 à 2020, Cole Sprouse a une relation très médiatisée avec Lili Reinhart, sa partenaire dans Riverdale,. Depuis janvier 2021, il est en couple avec la mannequin québécoise Ari Fournier,.

## Filmographie

### Cinéma

#### Longs métrages
- 1999 : Intrusion de Rand Ravich : un jumeau
- 1999 : Big Daddy de Dennis Dugan : Julian 'Frankenstein' McGrath
- 2001 : Diary of a Sex Addict (en) de Joseph Brutsman (it) : Sammy Jr.
- 2002 : The Master of Disguise de Perry Andelin Blake : Pistachio jeune
- 2002 : J'ai vu maman embrasser le Père Noël (en) de Shawn Levy : Justin Carver
- 2003 : Just for Kicks de Sydney J. Bartholomew Jr : Cole
- 2004 : Le Livre de Jérémie (The Heart is Deceitful Above All Things) d’Asia Argento : Jérémie plus âgé
- 2009 : Adventures in Appletown (The Kings of Appletown) : Will
- 2019 : À deux mètres de toi (Five Feet Apart) de Justin Baldoni : Will Newman
- 2022 : Moonshot (en) : Walt
- 2024 : Lisa Frankenstein de Zelda Williams

#### Court métrage
- 2003 : Apple Jack (en) de Mark Whiting (en) : Jack Pyne

#### Films d'animation
- 2002 : Huit nuits folles d'Adam Sandler : K-B Toys soldat
- 2006 : Holidaze: The Christmas That Almost Didn't Happen (es) : Un enfant (voix)
- 2010 : Kung Fu Magoo (en) : Brad Landry (voix)

### Télévision

#### Téléfilms
- 2007 : Le Prince et le Pauvre de James Quattrochi : Eddie Tudor
- 2011 : Zack et Cody, le film (The Suite Life Movie ) de Sean McNamara : Cody Martin

#### Séries télévisées
- 1993-1998 : Une maman formidable (Grace Under Fire) : Patrick Kelly (112 épisodes)
- 1998 : Mad TV : un enfant (2 épisodes)
- 2000-2001 : Friends : Ben Geller (7 épisodes)
- 2001 : Aux portes du cauchemar (The Nightmare Room) : Buddy (1 épisode)
- 2001 : That '70s Show : Billy (1 épisode)
- 2005-2008 : La Vie de palace de Zack et Cody (The Suite Life of Zack and Cody) : Cody Martin (87 épisodes)
- 2006 : Phénomène Raven (That's So Raven) : Cody Martin (1 épisode)
- 2008-2011 : La Vie de croisière de Zack et Cody (The Suite Life on Deck) : Cody Martin (71 épisodes)
- 2009 : Hannah Montana : Cody Martin (1 épisode)
- 2009 : Les Sorciers de Waverly Place : Cody Martin (1 épisode)
- 2010 : Paire de rois : un jumeau (1 épisode)
- 2012 : Sketches à gogo ! (So Random) : lui-même
- 2017 - 2023 : Riverdale : Forsythe P. « Jughead » Jones III (116 épisodes - en cours) / FP Jones adolescent (saison 3, épisode 4)

#### Série d'animation
- 2006 : Kuzco, un empereur à l'école : Zim (1 épisode)

## Voix françaises
| - Gwenaël Sommier dans : - La Vie de palace de Zack et Cody (série télévisée) - Le Prince et le Pauvre (téléfilm) - La Vie de croisière de Zack et Cody (série télévisée) - Hannah Montana (série télévisée) - Zack et Cody, le film (téléfilm) - Les Sorciers de Waverly Place (série télévisée) - Clément Moreau dans : - Riverdale (série télévisée) - À deux mètres de toi - Moonshot (en) - Lisa Frankenstein |

## Distinctions
Sauf indication contraire, les informations mentionnées dans cette section peuvent être confirmées par la base de données cinématographiques IMDb,  présente dans la section « Liens externes ».
| Année | Prix                                     | Catégorie                                                                                                 | Nomination                          | Résultat   |
| ----- | ---------------------------------------- | --- | ----------------------------------- | ---------- |
| 2019  | 44e cérémonie des People's Choice Awards | Meilleur acteur dans un film dramatique                                                                   | À deux mètres de toi                | Lauréat    |
| 2018  | 44e cérémonie des Saturn Awards          | Meilleur jeune acteur de télévision                                                                       | Riverdale                           | Nomination |
| 2018  | 20e cérémonie des Teen Choice Awards     | Meilleur acteur dans une série dramatique                                                                 | Riverdale                           | Lauréat    |
| 2018  | 20e cérémonie des Teen Choice Awards     | Meilleure alchimie dans une série avec Lili Reinhart                                                      | Riverdale                           | Lauréat    |
| 2018  | 20e cérémonie des Teen Choice Awards     | Meilleur baiser avec Lili Reinhart                                                                        | Riverdale                           | Lauréat    |
| 2017  | 19e cérémonie des Teen Choice Awards     | Meilleure alchimie dans une série avec Lili Reinhart                                                      | Riverdale                           | Lauréat    |
| 2017  | 19e cérémonie des Teen Choice Awards     | Meilleur acteur dans une série dramatique                                                                 | Riverdale                           | Lauréat    |
| 2011  | Kids' Choice Awards                      | Acteur de télévision préféré                                                                              | La Vie de croisière de Zack et Cody | Nomination |
| 2010  | Kids' Choice Awards                      | Acteur de télévision préféré                                                                              | La Vie de croisière de Zack et Cody | Nomination |
| 2009  | 22e cérémonie des Kids' Choice Awards    | Acteur de télévision préféré                                                                              | La Vie de palace de Zack et Cody    | Nomination |
| 2008  | 21e cérémonie des Kids' Choice Awards    | Acteur de télévision préféré                                                                              | La Vie de palace de Zack et Cody    | Nomination |
| 2007  | 20e cérémonie des Kids' Choice Awards    | Acteur de télévision préféré                                                                              | La Vie de palace de Zack et Cody    | Nomination |
| 2007  | Young Artist Awards                      | Meilleure performance d'une série télévisée (comédie ou drame) - Meilleur jeune acteur avec Dylan Sprouse | La Vie de palace de Zack et Cody    | Nomination |
| 2006  | Young Artist Awards                      | Meilleure performance d'une série télévisée (comédie ou drame) - Meilleur jeune acteur avec Dylan Sprouse | La Vie de palace de Zack et Cody    | Nomination |
| 2000  | Young Artist Awards                      | Meilleure performance dans un long métrage - Jeune acteur de dix ans ou moins avec Dylan Sprouse          | Big Daddy                           | Nomination |
| 2000  | MTV Movie + TV Awards                    | Meilleur duo à l'écran avec Adam Sandler et Dylan Sprouse                                                 | Big Daddy                           | Nomination |
| 2000  | Blockbuster Entertainment Awards         | Acteur de soutien préféré - Comédie avec Dylan Sprouse                                                    | Big Daddy                           | Nomination |